# Neilreichgasse
Die Neilreichgasse verläuft großteils im 10. Wiener Gemeindebezirk Favoriten und ein kleines Stück auch im 23. Bezirk Liesing. Sie wurde 1875 nach dem Botaniker August Neilreich benannt.

## Lage und Charakteristik
Die Neilreichgasse hieß vor 1875 teilweise Brunnwegstraße. 1955 wurde sie durch Einbeziehung der Franzensgasse verlängert. Sie erstreckt sich in nordsüdlicher Richtung vom Waldmüllerpark bei der Dampfgasse über die Höhe des Wienerberges bis in das Ortszentrum von Inzersdorf. Dabei durchquert sie den gesamten 10. Bezirk, ähnlich wie die großen Favoritner Durchzugsstraßen Triester Straße, Laxenburger Straße oder Favoritenstraße, sie ist aber selbst keine Durchzugsstraße, da ihr die weiteren Anbindungen am Anfang und am Ende fehlen. Daher ist ihre Bedeutung auf den Bezirk selbst beschränkt. Die Neilreichgasse wird von allen großen Ostwest-Verbindungsstraßen Favoritens gequert, wie der Gudrunstraße, der Quellenstraße, der Troststraße und der Raxstraße. Bei der Grenze der beiden Bezirke Favoriten und Liesing ist sie nur für Fußgänger und Radfahrer passierbar und unterquert hier die Autobahn Südosttangente Wien und die Geleise der Donauländebahn. In Liesing verläuft sie bis zur Draschestraße.
Öffentliche Verkehrsmittel auf der Neilreichgasse sind die Straßenbahnlinien O und 11 und die Autobuslinien 7A und 65A sowie die Nachtbuslinie N65.
Am nördlichen Abhang des Wienerberges von der Dampfgasse bis zur Raxstraße verläuft die Neilreichgasse durch verbautes Stadtgebiet mit Häusern aus der Zeit um 1900 bis in die Gegenwart. Am Südhang des Wienerberges hingegen befinden sich Schrebergartensiedlungen, Gemeindebausiedlungen und das Erholungsgebiet Wienerberg, das kleine Stück innerhalb Inzersdorfs besitzt Vorstadtcharakter mit einigen niedrigen Gebäuden.

## Bemerkenswerte Gebäude

### Waldmüllerpark
Am Beginn der Neilreichgasse liegt der Waldmüllerpark, einer der bemerkenswertesten Grünanlagen Favoritens. Der Park entstand auf dem Gelände des aufgelassenen katholischen Matzleinsdorfer Friedhofs, wobei Grabsteine von bedeutenden hier bestatteten Persönlichkeiten, wie dem Maler Ferdinand Georg Waldmüller, in einem Gräberhain erhalten wurden.

### Nr. 1: Pölzerhof

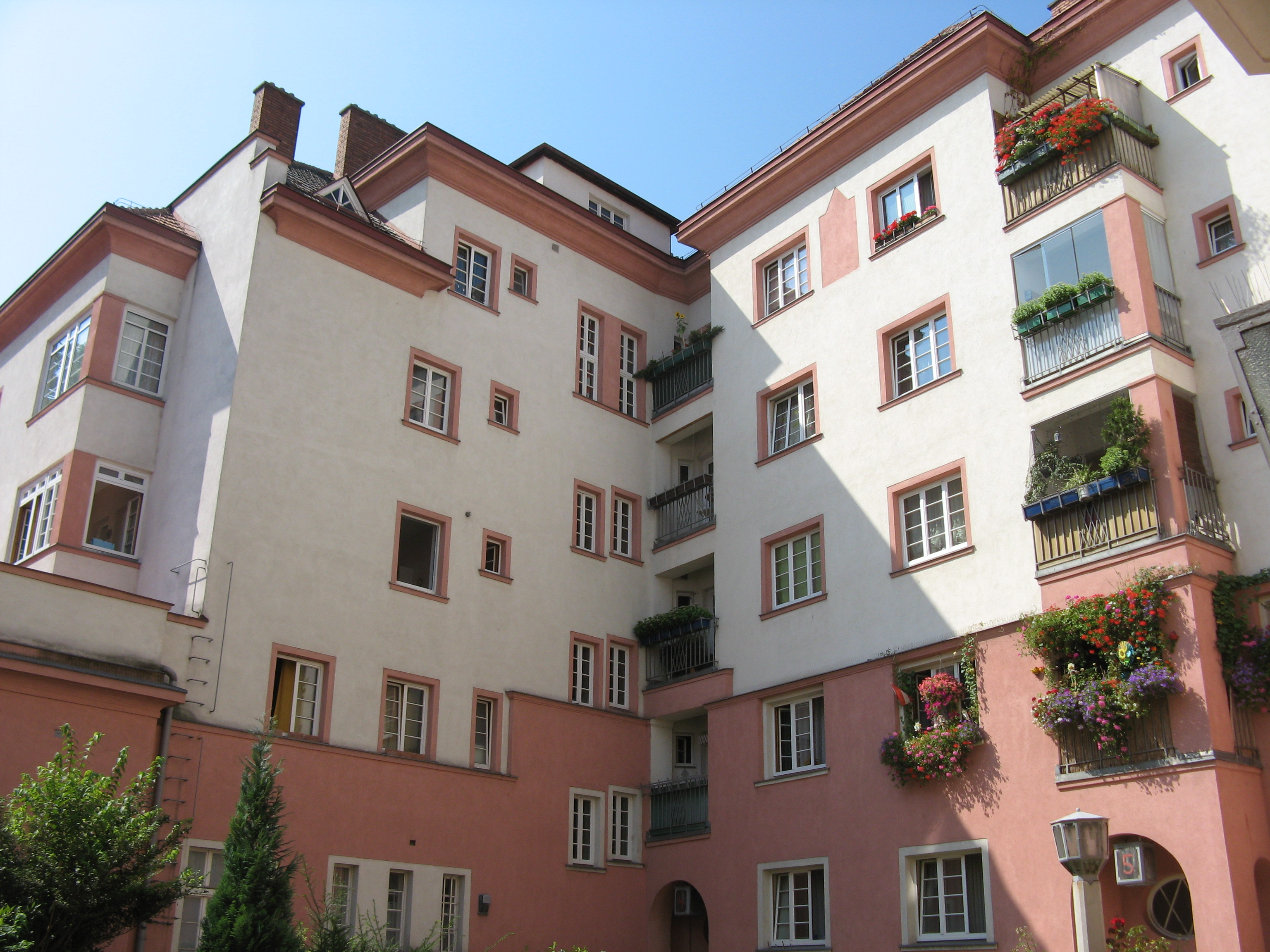
Pölzerhof

In der Neilreichgasse liegt eine Seitenfront der städtischen Wohnhausanlage Pölzerhof, die 1926–1927 von Hugo Mayer errichtet wurde. Ihr Eingangsportal liegt in der Dampfgasse.

### Nr. 35: Plastik Christophorus
Am Haus Nummer 35 Ecke Rotenhofgasse befindet sich an der Fassade eine Plastik, die den Heiligen Christophorus darstellt.

### Nr. 44: Wohnhaus Edmund Guschelbauer
Im Haus Nummer 44 lebte und starb der Wiener Volkssänger Edmund Guschelbauer.

### Kleinwohnungsanlage Ecke Inzersdorfer Straße und Nr. 59 Kommunaler Wohnbau

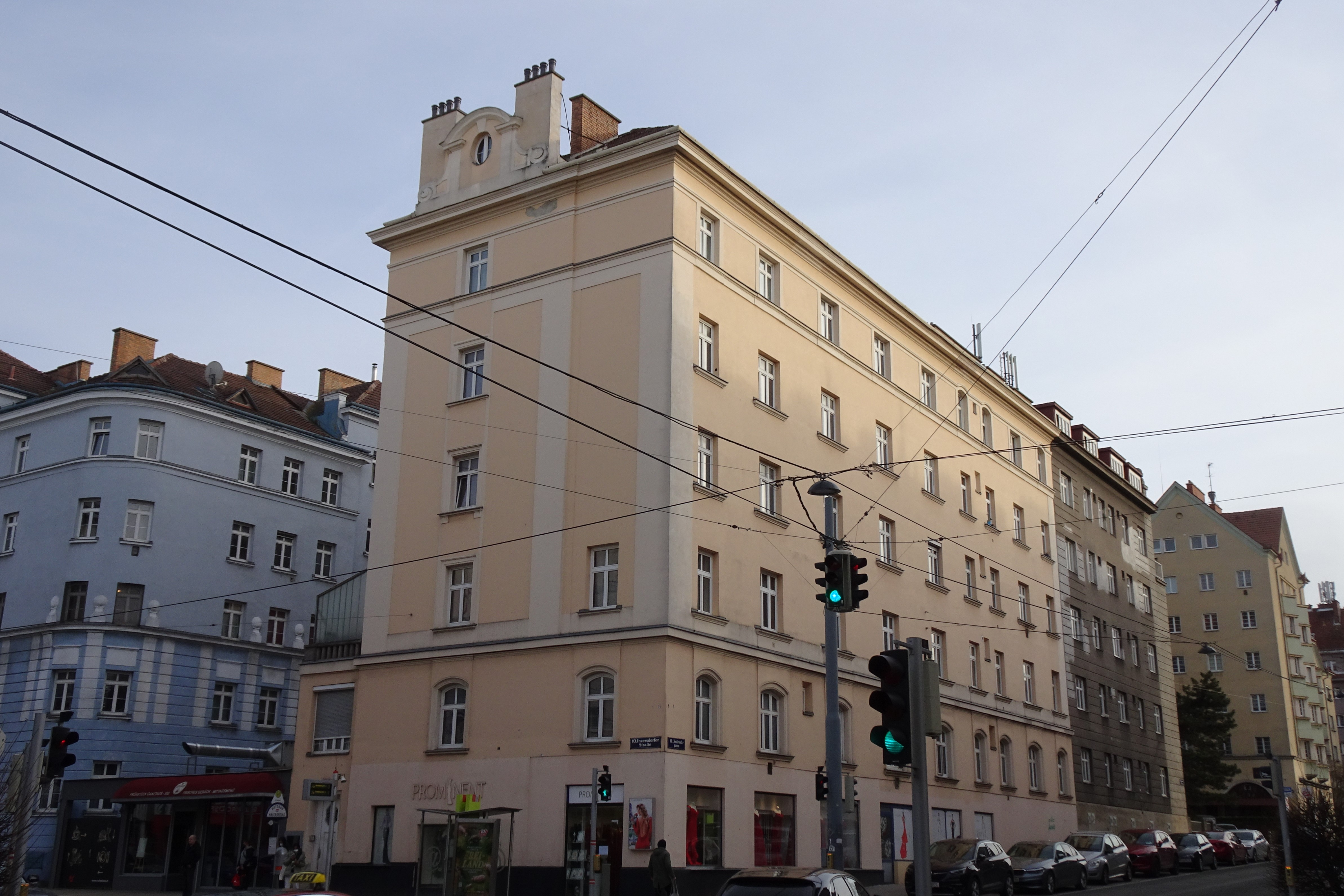
Die Kleinwohnungsanlage mit ihrer Front zur Neilreichgasse, im Hintergrund rechts die Gemeindebauten Angeligasse 78–80 und Friesenplatz 1–2

Im Häuserblock zwischen Inzersdorfer Straße und Angeligasse befinden sich zwei im Abstand von etwa 15 Jahren entstandene Wohnhausanlagen von Leopold Simony, einem der Pioniere des sozialen Wohnbaus: zur Inzersdorfer Straße hin (dortige Hausnummern 81 und 83) befindet sich eine Kleinwohnungsanlage aus dem Jahr 1913, die aus zwei Baublöcken besteht. Südlich schließt ein kommunaler Wohnbau aus dem Jahr 1930 an (gemeinsam mit Edmund Misterka erbaut), der den Abstand zwischen den Baublöcken innenhofartig abschließt und auch zur Ecke Neilreichgasse/Angeligasse hin eine straßenhofartige Öffnung hat.

### Nr. 84: Miethaus
Das Miethaus wurde 1913 von Rudolf Otto Gerger erbaut.

### Nr. 85–89: Plastik Harmonikaspieler
An der Fassade des Hauses Nummer 85–89 Ecke Graffgasse befindet sich die Plastik eines Harmonikaspielers von Franz Pixner.

### Nr. 100–106: Johann-Mithlinger-Siedlung
Auf der Höhe des Wienerbergs zwischen Neilreichgasse, Sahulkastraße, August-Forel-Gasse und Raxstraße erstreckt sich die städtische Wohnhausanlage Johann-Mithlinger-Siedlung, die 1929 nach Plänen von Karl Schmalhofer errichtet wurde und ursprünglich Rasenstadt hieß. Der Architekt hat das damals vorherrschende Hofkonzept für Gemeindebauten in einzeln stehende Blöcke aufgelöst und sich damit der Gartenstadt-Architektur angenähert. Die einzelnen Gebäude zeichnen sich durch Spitzerker und Eckloggien aus, Terrakottareliefs stellen Märchenmotive dar. Die Anlage wurde erst nach dem Zweiten Weltkrieg nach dem kommunistischen Widerstandskämpfer Johann Mithlinger benannt.

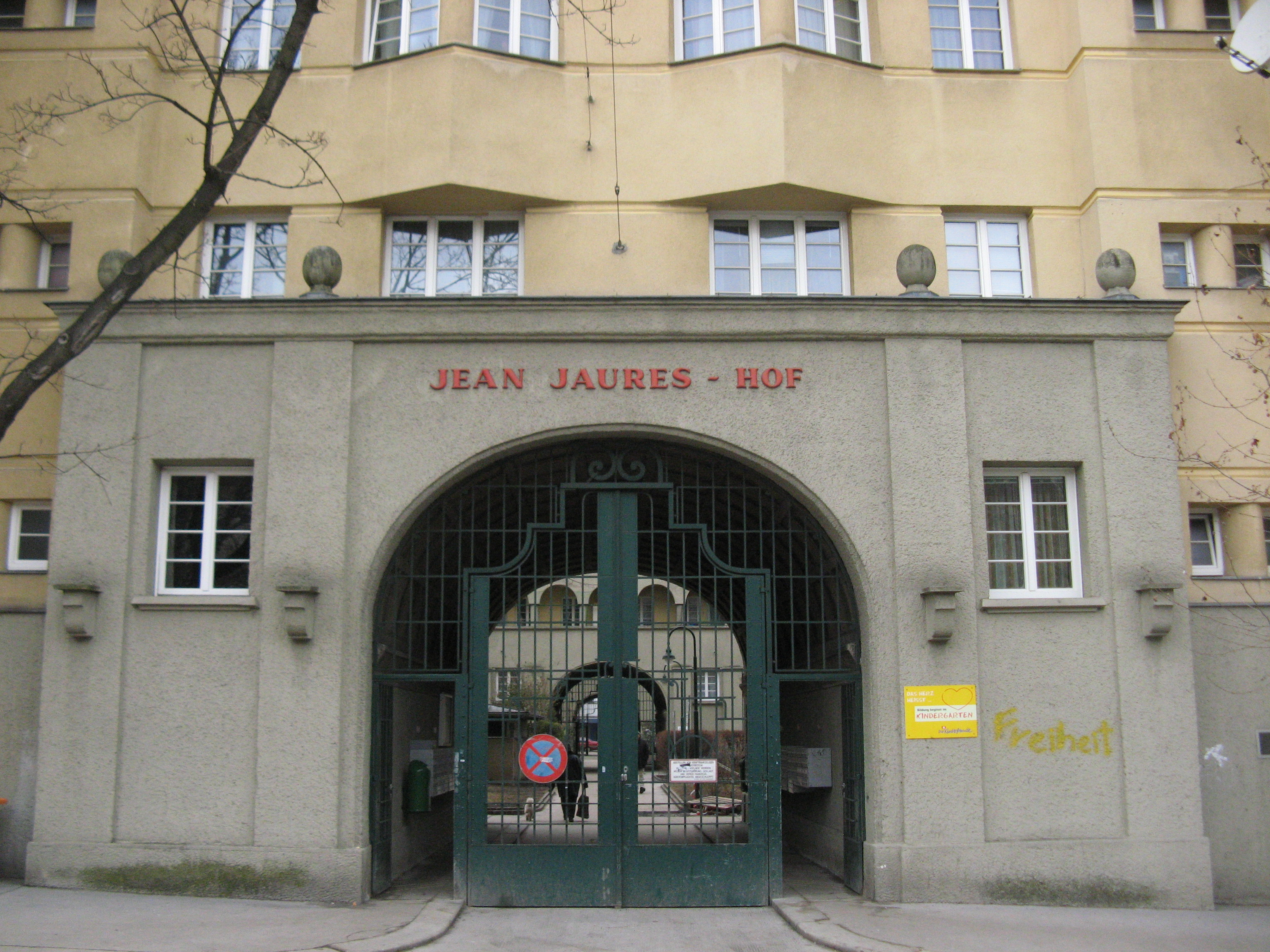
Jean-Jaurès-Hof

### Nr. 105: Jean-Jaurès-Hof
Ebenfalls auf der Höhe des Wienerberges befindet sich zwischen Neilreichgasse, Raxstraße, Rudolfshügelgasse und Migerkastraße der Jean-Jaurès-Hof. Er wurde 1925–1927 nach Plänen von Alfred Keller und Walter Broßmann in Blockrandverbauung errichtet. Besonders betont sind die Tordurchfahrten, die Außenfassaden sind höhenmäßig differenziert und die Innenhöfe schön gestaltet. Die Anlage besitzt Anklänge an den Heimatstil. Benannt wurde der Hof nach dem französischen Sozialisten Jean Jaurès, der sich vor dem Ersten Weltkrieg für die Verständigung mit Deutschland und für den Frieden eingesetzt hat, von einem Nationalisten aber ermordet wurde.

### Nr. 111–115: Karl-Wrba-Hof

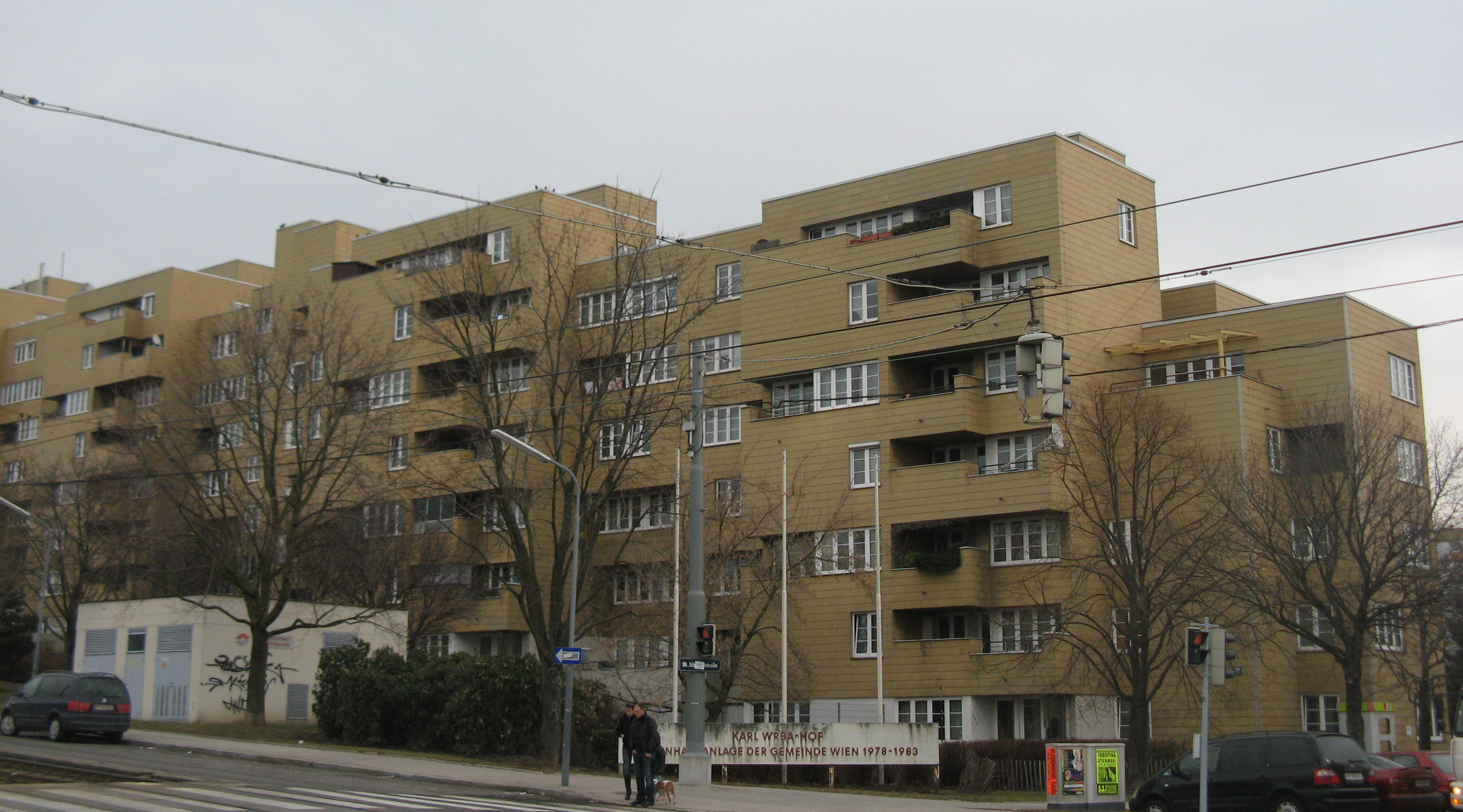
Karl-Wrba-Hof

Am Südhang des Wienerberges wurde zwischen Sahulkastraße und Sibeliusstraße diese städtische Wohnhausanlage mit 1048 Wohnungen errichtet. Der Karl-Wrba-Hof wurde 1972–1982 vom federführenden Architekten Rupert Falkner unter Mitarbeit von Ernst Irsigler, Matthäus Jiszda, Franz Kaminsky, Stefan Karabiberoff, Werner Schröfl, Helmut Schultmeyer, Hedy Wachberger und Gunter Wratzfeld errichtet. Es handelt sich um eine zusammenhängende kubische Landschaft aus höheren und niedrigeren Gebäuden, die durch Durchgänge, Gassen, Stiegen, Rampen und Arkaden verbunden sind. Innerhalb der Anlage gibt es neben den Wohngebäuden eine Volksschule von Kurt Eckel und Herbert Prehsler sowie ein Kindertagesheim von Herbert Thurner und Franz Kiener. In der Volksschule hat Fritz Tiefenthaler 1979 einen Steinguss Wandgestaltung mit Wasserspiel geschaffen. Benannt wurde die Wohnhausanlage nach dem Bezirksvorsteher von Favoriten Karl Wrba.

### Nr. 120: Pensionistenheim Wienerberg
Am Rande des Erholungsgebietes Wienerberg wurde 1984–1986 von der GESIBA das Pensionistenheim Wienerberg errichtet. Es wird vom Kuratorium Wiener Pensionistenheime betreut und besitzt 276 Einzel- und 6 Doppelappartements.

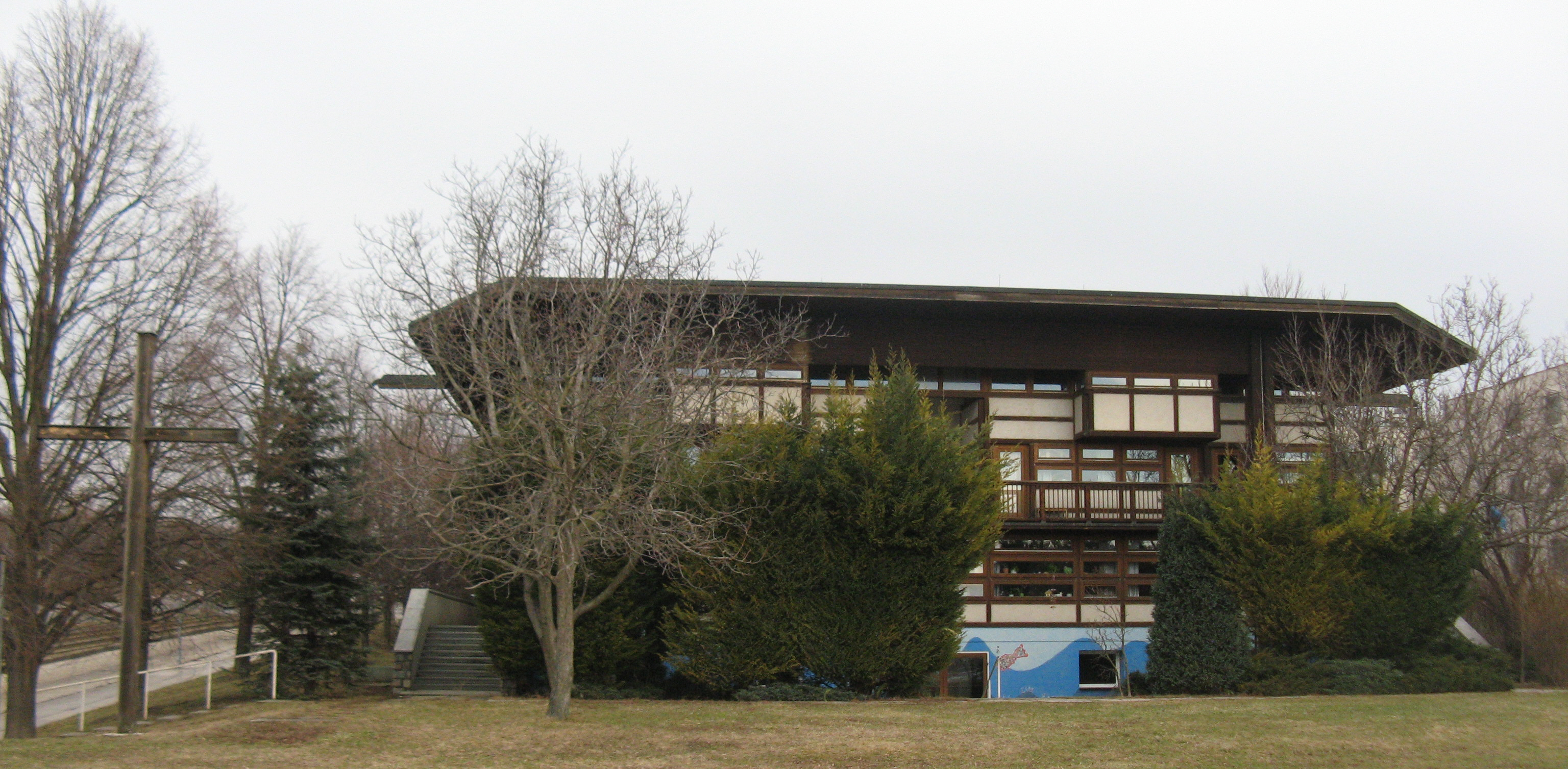
Pfarrkirche Salvator am Wienerfeld

### Nr. 143: Pfarrkirche Salvator am Wienerfeld
Ecke Neilreichgasse/Wienerfeldgasse befindet sich die katholische Pfarrkirche Salvator am Wienerfeld, die 1977–1979 von Johannes Spalt errichtet wurde. Die Kirche besitzt keinen Glockenturm und vereint unter einem großen Flachdach Kirchengebäude und Pfarrhaus. Im Inneren ist ein Triptychon von Herbert Boeckl bemerkenswert. Die Kirche liegt am Rande der Wienerfeldsiedlung.

### Nr. 193: Landhaus

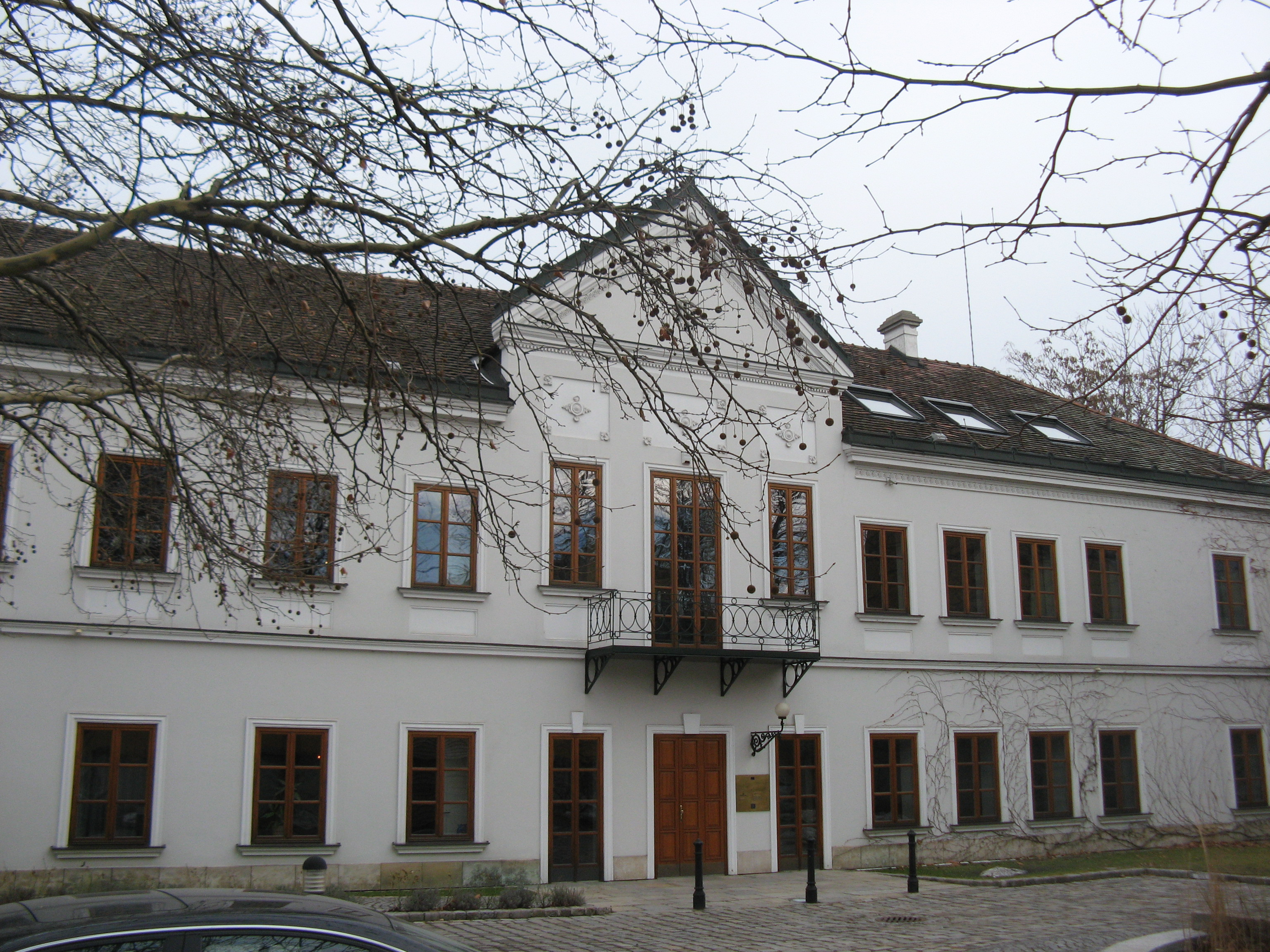
Landhaus (um 1840–50), Neilreichgasse 193

In Inzersdorf liegt ein Landhaus in spätbiedermeierlich-frühhistoristischen Formen, das um 1840–1850 errichtet wurde. Sein Kern stammt aus der Mitte des 18. Jahrhunderts. Innerhalb eines Gartens liegt das langgestreckte, freistehende Gebäude quer zur Neilreichgasse. Zum Hof und auch zur Gartenseite hin sind Zwerchgiebel mit frühhistoristischem Dekor zu sehen. Schmiedeeisenbalkons und Schmiedeeisentraufgitter sind biedermeierlich. Auch das seitliche Einfahrtstor besitzt Schmiedeeisengitter, die sich zwischen Kantpfeilern befinden. Die Anlage ist in einem guten Zustand, da sie 1989 renoviert wurde.